# Batalla de Rouans
La batalla de Rouans, té lloc el 25 de novembre de 1793 durant Revolta de La Vendée.

## Desenvolupament
El 25 de novembre de 1793, per ordre de l'ajudant general Muscar, una columna de 200 soldats amb un canó va sortir del Château d'Aux i es va dirigir a Rouans. Segons l'informe de l'adjudant general Muscar, {A 1}, els republicans van fer fugir els primers insurgents que van trobar amb el seu canó. Tanmateix, els vendeans aviat s'adonen que els seus adversaris són pocs i contraataquen. Aleshores, els republicans van fer una retirada per no trobar-se emboltats.
| «                                                                         | El destacament de dos-cents homes que he enviat aquest matí amb un canó a Rouans va ser rebutjat per forces superiors. Al principi l'enemic, espantat pel soroll del canó, va caure enrere; però, havent reconegut la nostra força, va tornar i va envoltar el destacament que es va veure obligat a retirar-se; van morir el comandant, dos oficials i quinze homes del destacament. | » |
| — Informe de l'ajudant general Muscar, 25 de novembre, al general Vimeux, | |   |

## Pèrdues
Segons Muscar, les baixes republicanes van ser 18 morts, entre ells el comandant del destacament i dos oficials més.
Tanmateix, la victòria de la Vendée no va tenir conseqüències: l'endemà les tropes de l'adjudant general Jordy, molt més nombroses, van fer fugir les tropes de La Cathelinière i es van apoderar de Port-Saint-Père que va ser així conquerit pels republicans.